# Frank Ramsey
Frank Plumpton Ramsey (født 22. februar 1903, død 19. januar 1930) var en britisk matematiker, logiker, filosof og økonom.
Ramsey fødtes i Cambridge, hvor hans far var vicerektor for Magdelene College. 1915 indledte han studier ved Winchester College i Hampshire og vendte tilbage derfra 1920 med et stipendium til Cambridge for at studere matematik ved Trinity College. Disse studier afsluttedes 1923.
Skønt Ramseys hovedemne var matematik, blev han efterhånden mere interesseret i filosofiske spørgsmål; og ikke mindst i filosofiske spørgsmål som havde en tilknytning til logikken og matematikken. Den analytiske filosofi, som i stor udstrækning var udviklet af filosoffer med en logisk-matematisk baggrund, som Gottlob Frege og Bertrand Russell passede således Ramsey som hånd i handske.
Et analytisk-filosofisk værk som havde en stor indflydelse på Ramsey var Ludwig Wittgensteins Tractatus Logico-Philosophicus. Denne bog intresserede Ramsey så meget at han 1923 rejste til Østrig for at træffe Wittgenstein, som på denne tid havde sluttet med at arbejde som filosof, og arbejdede i stedet som folkeskolelærer i en lille by, eftersom han mente at have "i det væsentlige løst [filosofiens] problem" med sin Tractatus. Ramsey, som foruden en enestående intelligens også havde et åbent sind, lykkedes dog at overbevise Wittgenstein om at det ikke var tilfældet, og så småt begyndte Wittgenstein at deltage i visse af Wienerkredsens møder. Senere, 1929, vendte Wittgenstein helt og fuldt tilbage til den akademiske filosofi, i høj grad takket være Ramsey, da han fik en professorsstol ved Cambridge.
Efter at Ramsey vendte tilbage til England 1924 fik han et stipendium og kunne begynde at arbejde som forsker og lærer ("fellow"). På den tid indledtes hans strålende akademiske karriere med publikationer inden for en række områder.